# 京極龍子

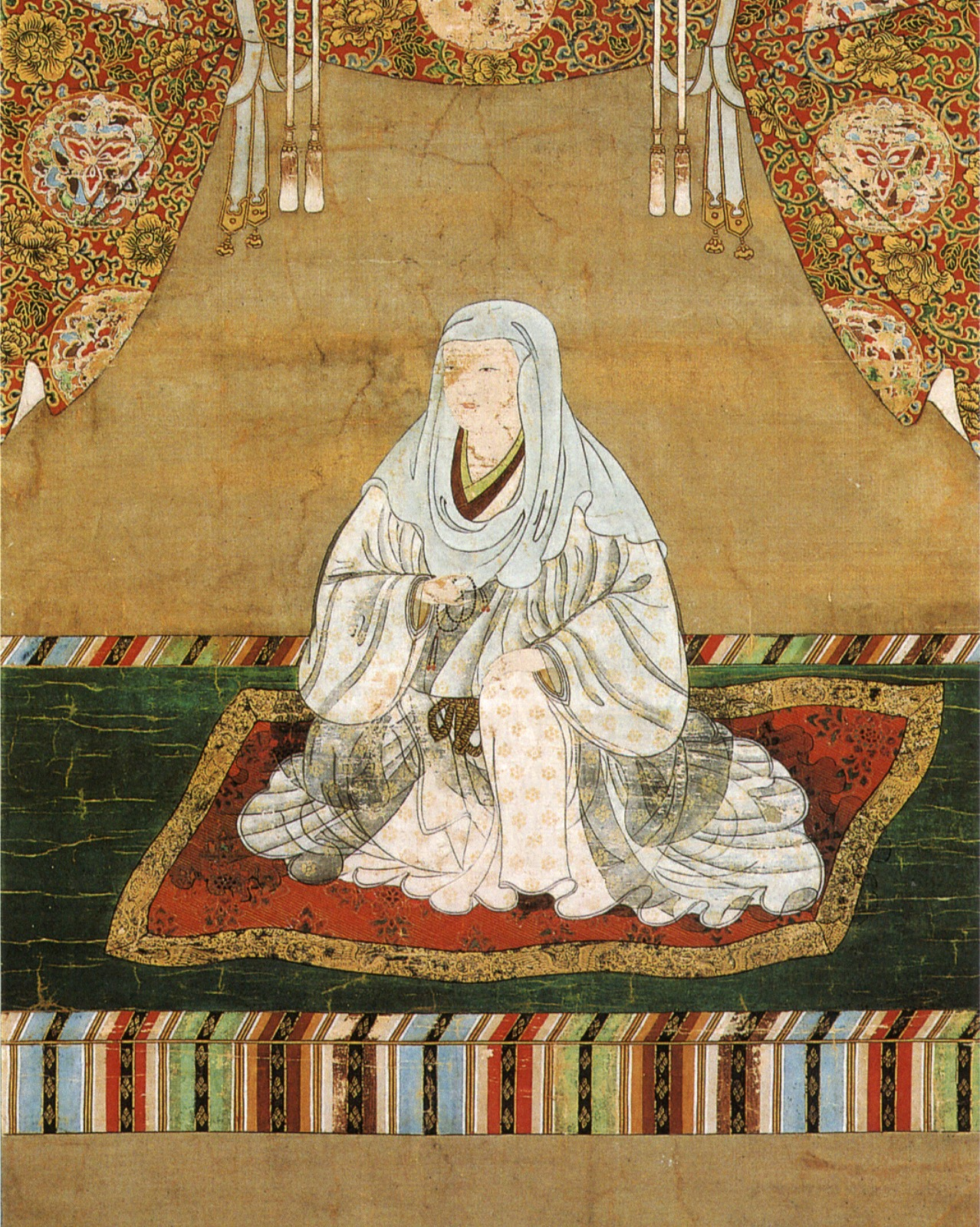
京極龍子像（誓願寺藏）。

京極龍子（日语：／ Kyogoku Ryuko，不詳—1634年10月22日、不詳－寬永十一年九月一日)，是日本戰國時代至江戶時代初期的女性。龍子為若狹武田氏末代當主武田元明正室，在元明死後，成為豐臣秀吉的側室。
因曾獲賜予大阪城西之丸之宅邸，而被稱為「西之丸殿」（西丸殿），後因遷往伏見城松之丸，又被稱為「松之丸殿」（松丸殿），或者也有稱為「京極殿」（京極樣）等。秀吉去世後，龍子剃髮出家，並取法號為「壽芳院」（じゅほういん）。

## 生平
龍子出生於北近江守護家－京極氏。父親為京極高吉，母親是浅井久政次女（京極瑪麗亞）。其兄為京極高次（有一說為弟），其弟為京極高知。叔父為浅井長政，因此龍子與浅井三姉妹茶々、初、江為表姊妹關係。
龍子最初嫁給若狹守護・武田元明，與其育有二子一女（註：通說認為元明的二子，最後遭到處刑。不過福井縣教育委員會文化財負責人武藤正典先生提出不同的說法：「元明在32歲去世時，留下了三名子女。長子元義改名為木下勝俊，並成為小濱城的城主；次子源作則改名為利彥，並成為高濱城的城主；三女鶴姬則嫁給了根來村團野的名主，而她的墓位於高濱町的園松寺。」惟真實性如何仍有待進一步考證）。
永祿十一年（1568年）八月，元明遭越前大名朝倉義景帶往一乘谷。天正三年（1573年）朝倉氏滅亡後，元明從一乘谷返回，並依附於織田信長，在遠敷郡神宮寺居住。天正九年（1581年）四月，若狹豪族逸見昌經過世，元明因此獲得信長賜予3,000石的領地，龍子即與丈夫一同在若狹國大飯井郡（今福井縣大飯町）的石山城生活。
當信長橫死於天正十年（1582年）的本能寺之變後，元明選擇投靠明智光秀，以圖恢復舊有勢力。元明進攻丹羽長秀的居城佐和山城，且試圖恢復舊領若狹國，然而卻為長秀與秀吉的聯軍所敗。最終元明被長秀招至近江貝津法雲寺，並被要求切腹自殺。。至於龍子則在被捕後，因其美貌與名門出身，被秀吉納為側室。龍子曾隨秀吉前往小田原城和名護屋城，並在慶長三年（1598年）三月所舉行的醍醐花見宴會中使用第三輿，可見其受寵愛之程度。在該場宴會上，龍子與淀殿之間，還發生過爭奪接杯順序的事件，最後還是由「まつ」（前田利家正室）接過杯子，才使場面得以平息。:620。（有說法認為這是後世所創）。京都誓願寺保存有龍子的肖像畫，畫中的龍子穿著法衣，看起來年約40歲，從畫像可以看出她的容貌端麗:609。
秀吉去世後，龍子依附其兄京極高次，並移居高次的居城大津城。慶長五年（1600年）關原之戰爆發前，大津城遭到大坂方各將領的攻擊，龍子當時正位於本丸，這一事件可以在《筑紫古文書》所收錄的《關原御合戰之時大津城攻め之覚》中找到記載。戰後，龍子以「壽芳院」為法名出家，並在西洞院建立了自己的居所（誓願寺是龍子所歸依的寺廟，但住所另有其處，並非居住於誓願寺內）。慶長九年（1604年）八月二日，龍子與高台院杉原氏以及豪姫一同前往豐國神社參拜，並委託大原的巫女進行湯立神事:622。
在京都妙心寺塔頭的《慈照院文書》中，存有一封日期為七月八日的書信，這封信是豐臣秀賴寫給松之丸殿的。信中，秀頼對松之丸殿在盆節期間所贈送的祝儀物品表達了感謝之意。這封禮狀的回信中寫道「やがて御下待入申候」，因此可以確定，在慶長年間，松之丸殿曾經從京都前往大坂城，向秀賴進行問候並表達關心:622。
大坂夏之陣後，龍子保護了淀殿的侍女菊，並且接回在六條河原遭處刑的國松（秀賴之子）遺體，將其安葬在誓願寺。寛永十一年（1634年）九月一日，龍子在京都西洞院的宅邸中去世:622，法名「壽芳院殿月晃盛久大禪定尼」:623。龍子的墓所最初位於誓願寺（京都市中京區），後與國松之墓，都被遷移到豐國廟。

## 出處
1. ↑  永江秀雄（1968）P.87
2. ↑  福井縣史 通史篇3 近世一『丹羽長秀の若狹支配』（1994）P.59
3. ↑  粟屋勝久戦功記
4. ↑  総見記
5. ↑  若州観跡録
6. 1 2 3 4 5 6  桑田忠親. . 角川書店. 1975.
7. ↑  渡辺世祐（1980）P.226